# Chaponost
Chaponost és un municipi francès situat al departament del Roine i a la regió d'Alvèrnia-Roine-Alps. L'any 2007 tenia 7.972 habitants.

## Demografia

### Població
El 2007 la població de fet de Chaponost era de 7.972 persones. Hi havia 2.869 famílies de les quals 576 eren unipersonals (264 homes vivint sols i 312 dones vivint soles), 932 parelles sense fills, 1.173 parelles amb fills i 188 famílies monoparentals amb fills.
La població ha evolucionat segons el següent gràfic:
Habitants censats

### Habitatges
El 2007 hi havia 3.043 habitatges, 2.896 eren l'habitatge principal de la família, 47 eren segones residències i 100 estaven desocupats. 2.435 eren cases i 576 eren apartaments. Dels 2.896 habitatges principals, 2.206 estaven ocupats pels seus propietaris, 632 estaven llogats i ocupats pels llogaters i 58 estaven cedits a títol gratuït; 57 tenien una cambra, 155 en tenien dues, 310 en tenien tres, 643 en tenien quatre i 1.731 en tenien cinc o més. 2.378 habitatges disposaven pel capbaix d'una plaça de pàrquing. A 1.078 habitatges hi havia un automòbil i a 1.657 n'hi havia dos o més.

### Piràmide de població
La piràmide de població per edats i sexe el 2009 era:
| Homes | Edats   | Dones |
| ----- | ------- | ----- |
| 0     | 95 o +  | 16    |
| 0     | 90 a 94 | 32    |
| 28    | 85 a 89 | 72    |
| 24    | 80 a 84 | 12    |
| 84    | 75 a 79 | 120   |
| 144   | 70 a 74 | 136   |
| 116   | 65 a 69 | 184   |
| 216   | 60 a 64 | 160   |
| 236   | 55 a 59 | 208   |
| 392   | 50 a 54 | 364   |
| 308   | 45 a 49 | 348   |
| 328   | 40 a 44 | 340   |
| 316   | 35 a 39 | 280   |
| 200   | 30 a 34 | 212   |
| 188   | 25 a 29 | 168   |
| 216   | 20 a 24 | 200   |
| 300   | 15 a 19 | 328   |
| 328   | 10 a 14 | 312   |
| 272   | 5 a 9   | 312   |
| 168   | 0 a 4   | 152   |

## Economia
El 2007 la població en edat de treballar era de 5.127 persones, 3.580 eren actives i 1.547 eren inactives. De les 3.580 persones actives 3.355 estaven ocupades (1.798 homes i 1.557 dones) i 225 estaven aturades (113 homes i 112 dones). De les 1.547 persones inactives 453 estaven jubilades, 656 estaven estudiant i 438 estaven classificades com a «altres inactius».

### Ingressos
El 2009 a Chaponost hi havia 2.921 unitats fiscals que integraven 8.004 persones, la mediana anual d'ingressos fiscals per persona era de 25.926 €.

### Activitats econòmiques
Dels 500 establiments que hi havia el 2007, 1 era d'una empresa extractiva, 10 d'empreses alimentàries, 12 d'empreses de fabricació de material elèctric, 44 d'empreses de fabricació d'altres productes industrials, 68 d'empreses de construcció, 105 d'empreses de comerç i reparació d'automòbils, 12 d'empreses de transport, 21 d'empreses d'hostatgeria i restauració, 10 d'empreses d'informació i comunicació, 36 d'empreses financeres, 29 d'empreses immobiliàries, 77 d'empreses de serveis, 52 d'entitats de l'administració pública i 23 d'empreses classificades com a «altres activitats de serveis».
Dels 107 establiments de servei als particulars que hi havia el 2009, 1 era una oficina de correu, 5 oficines bancàries, 13 tallers de reparació d'automòbils i de material agrícola, 1 autoescola, 8 paletes, 8 guixaires pintors, 11 fusteries, 8 lampisteries, 10 electricistes, 4 empreses de construcció, 5 perruqueries, 4 veterinaris, 10 restaurants, 15 agències immobiliàries i 4 salons de bellesa.
Dels 28 establiments comercials que hi havia el 2009, 1 era un supermercat, 1 una gran superfície de material de bricolatge, 3 botiges de menys de 120 m², 4 fleques, 2 carnisseries, 4 llibreries, 2 botigues de roba, 3 botigues de mobles, 3 botigues de material esportiu, 1 una perfumeria i 4 floristeries.
L'any 2000 a Chaponost hi havia 41 explotacions agrícoles que ocupaven un total de 589 hectàrees.

## Equipaments sanitaris i escolars
El 2009 hi havia 1 psiquiàtric i 3 farmàcies.
El 2009 hi havia 2 escoles maternals i 3 escoles elementals. Chaponost disposava d'un col·legi d'educació secundària amb 404 alumnes.

## Poblacions més properes
El següent diagrama mostra les poblacions més properes.